# Normanska Engleska
Normanska Engleska je pojam kojim se označuje povijesno razdoblje na otoku Britaniji. Slijedi poslije poslijerimskog razdoblja i razdoblja Anglosaske Engleske. Početak se računa od normanskog osvajanja 1066. godine i smrti kralja Ivana bez Zemlje, za kojeg neki pisci smatraju da je zadnji od anžuvinskih kraljeva Engleske 1216. godine. Osporavano nasljeđivanje i pobjeda Vilima Normandijskog u bitci kod Hastingsa dovela je do njegova osvajanja Engleske. Time je povezana engleska kruna s posjedima u Francuskoj i dovela novu aristokraciju u zemlju koja je dominirala zemljoposjedima, vladom i Crkvom. Sa sobom su donijeli francuski jezik i održavali si vlast putem sustava kaštela i uvođenjem feudalnog sustava držanja zemljišta.
Do vremena Vilimove smrti 1087. godine, Engleska je tvorila najveći dio anglonormanske države, kojom su vladali plemići s posjedima diljem Engleske, Normandije i Walesa.

## Izabrana literatura
- Bartlett, Robert. 2002. England Under the Norman and Angevin Kings, 1075–1225. Oxford University Press. ISBN 0199251010
- Chibnall, Marjorie. 1986. Anglo-Norman England 1066–1166. Basil Blackwell. Oxford, UK. ISBN 978-0-631-15439-6
- Daniell, Christopher. 2013. From Norman Conquest to Magna Carta: England 1066–1215. Routledge. London. ISBN 1136356975
- Davies, R. R. 1990. Domination and Conquest: The Experience of Ireland, Scotland and Wales, 1100–1300. Cambridge University Press. Cambridge, UK. ISBN 978-0-521-02977-3
- Douglas, David C. 1964. William the Conqueror: The Norman Impact Upon England. University of California Press. Berkeley, CA.
- Green, Judith. 2009. Henry I: King of England and Duke of Normandy. Cambridge University Press. Cambridge, UK. ISBN 978-0-521-74452-2
- Huscroft, Richard. 2009. The Norman Conquest: A New Introduction. Longman. New York. ISBN 978-1-4058-1155-2
- Johns, Susan M. 2003. Noblewomen, Aristocracy and Power in the Twelfth-Century Anglo-Norman Realm. Manchester University Press. Manchester, UK. ISBN 0-7190-6305-1
- Jones, Dan. 2012. The Plantagenets: The Kings Who Made England. HarperPress. ISBN 0-00-745749-9
- Morillo, Stephen. 1994. Warfare Under the Anglo-Norman Kings 1066–1135. Boydell Press. Woodbridge, UK. ISBN 978-0-85115-689-7